# Lê Viết Lam
Lê Viết Lam, sinh năm 1969 tại xã Hoằng Quang huyện Hoằng Hóa, tỉnh Thanh Hóa, là người thành lập tập đoàn đa ngành Sun Group. Nước Cộng Hòa Xã Hội Chủ Nghĩa Việt Nam

## Tiểu sử
Năm 1987, sau một năm học khoa Cơ khí năng lượng dệt tại Trường Đại học Bách khoa Hà Nội, Lê Viết Lam được cử sang Nga học tập và lấy bằng thạc sĩ tại Moskva năm 1992.
Sau đó ông ở lại Nga cùng một vài anh em bạn thân thuê một phòng ở DOM 5 (một Trung tâm thương mại lừng danh của người Việt ở Moscow hồi đó) và tự nhập hàng về bán. Sau đó ông quyết định chuyển về Kharkov, với hy vọng ít gặp cạnh tranh ở đó hơn. Năm 1993, Lê Viết Lam cùng Phạm Nhật Vượng, cùng một nhóm thanh niên trẻ lập ra chợ Barabarosha rộng tới cả chục hecta, dành cho bà con người Việt và cả những người dân địa phương tới buôn bán.
Họ đã quyết định thành lập công ty Technocom, chuyên chế biến mì ăn liền thương hiệu Mivina. Ban lãnh đạo công ty đã biến Technocom từ một doanh nghiệp nhỏ sang giữ vị trí số 1 trên thị trường thực phẩm ăn nhanh, với doanh thu bình quân 150 triệu USD/năm và được định giá lên tới 1 tỷ USD trước khi bị bán lại cho Nestlé.
Trong khi ông Phạm Nhật Vượng còn gắn bó với Technocom một thời gian nữa trước khi trở về Việt Nam để xây dựng tập đoàn Vingroup, thì Lê Viết Lam cùng một vài đồng sự lại sớm ra riêng để thành lập tập đoàn Sun Group.
Lê Viết Lam là một tỷ phú đô la bí ẩn, không thích khoe khoang trước truyền thông.